# Adelophis
Adelophis är ett släkte av ormar. Adelophis ingår i familjen snokar. Det vetenskapliga släktnamnet är sammansatt av de gammalgrekiska orden adelos (otydlig) och ophis (orm). Det syftar på ursprungliga problem med släktets taxonomiska position.
Arterna flyttas ibland till släktet strumpebandssnokar.
Dessa snokar förekommer i Mexiko. De är med en längd upp till 75 cm små ormar. Arterna vistas i fuktiga områden och de äter främst daggmaskar. Honor lägger inga ägg utan föder levande ungar. Arternas tänder har alla samma utseende och huvudet, halsen och kroppen är ungefär lika breda. Släktets medlemmar har fjäll med en köl. De lever i bergstrakter och på högplatå mellan 1200 och 2600 meter över havet. Arterna har en gråbrun till olivbrun grundfärg med en till tre längsgående ljusa strimmor och två eller fyra mörka strimmor. Undersidan har en ljusbrun till gulbrun färg.
Arter enligt Catalogue of Life och The Reptile Database:
- Adelophis copei
- Adelophis foxi